# 틀링깃족

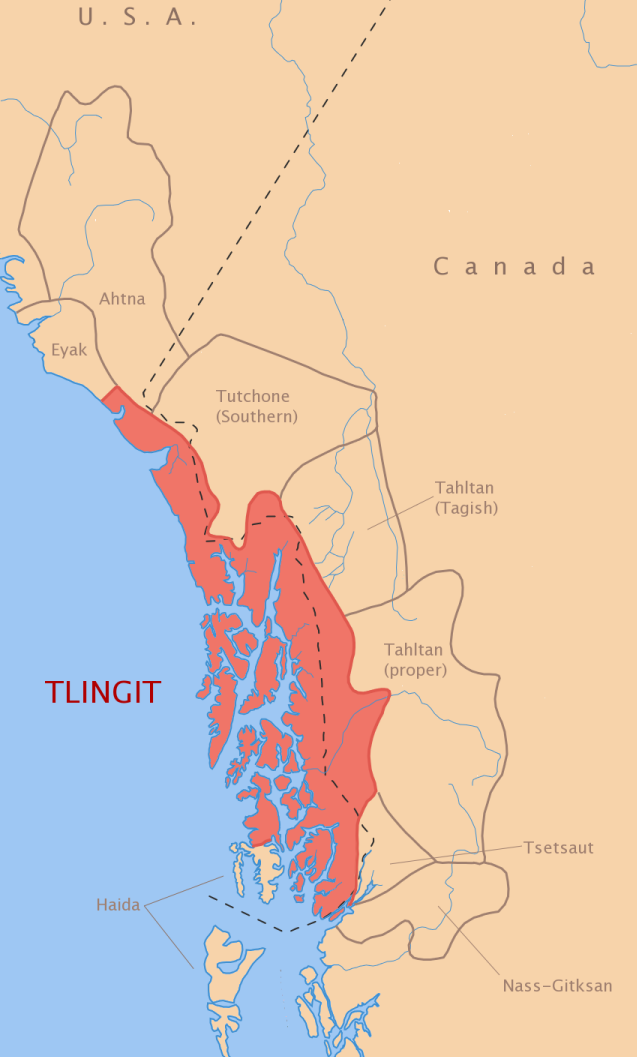
틀링깃 부족들의 분포와 주변 민족들

틀링깃족(Tlingit) 또는 클링깃족은 알래스카 남동부 지역의 아메리카 원주민 민족으로, 틀링깃계 언어를 사용하는 여러 부족들로 이루어졌다. 모계 혈연사회였으며 어업에 의존하여 복합적인 수준의 수렵채집사회를 형성하고 있었다.

## 분포
틀링깃족의 분포는, 해안가를 따라 늘어선 알래스카 남동부와 캐나다 브리티시컬럼비아의 국경 지대 Alaska Panhandle 지역과 대체로 일치한다.
도서지역의 틀링깃족은 하이다족이 살던 프린스오브웨일스섬 남부를 제외한 알렉산더 제도 전체에 분포해있었다. 해안지역의 틀링깃은 칠캇 지역의 부족들과 타쿠강 지역의 타쿠족(Taku)으로 나뉘며, 내륙지역의 틀링깃은 코스트 산맥과 세인트엘리어스 산맥 주위의 큰 강 지역에 살았는데 강을 따라 교역하며 아사바스카계 민족과도 교류했다.

## 역사
적어도 수천 년 전부터 해당 지역에 사람이 살았던 것이 확인된다. 틀링깃족은 1741년 서부에서 온 러시아 탐험가들에 의해 처음 발견되었으며, 당시 콜로시(Колоши)로 이름붙여지기도 했다. 이후 미국이 해당 지역을 점령한 뒤에도 계속 독립성을 유지하기는 했으나 다른 원주민들처럼 여러 전염병으로 고통받았다.

## 같이 보기
- 틀링깃어
- 태평양 북서부